# Kraus & Co Sport & Casual Distribution
Kraus & Co Sport & Casual Distribution este o companie de import și distribuție de articole sportive și de îmbrăcăminte din România.
Compania importă pe piața locală mărcile Reebok, Northland, Protest Boardwear, Rocawear & Sir Benni Miles sau Capita&Union&Deeluxe.
Compania deține 14 magazine proprii și în franciză, dintre care 11 Reebok și trei sub brandul austriac Northland, și a realizat vânzări de 9 milioane euro în anul 2008.